# Торунлар, Кутлу
Кутлу Торунлар (тур. Kutlu Torunlar, род. 23 августа 1968, Стамбул) — турецкий виндсёрфер. Участник летних Олимпийских игр 1992 и 1996 годов.

## Биография
Кутлу Торунлар родился 23 августа 1968 года в Стамбуле.
Выступал в соревнованиях по виндсёрфингу за «Галатасарай» из Стамбула.
В 1992 году вошёл в состав сборной Турции на летних Олимпийских играх в Барселоне. В виндсёрфинге на парусной доске «Лехнер А-390» занял 32-е место, набрав 310,0 балла, что на 239,3 балла больше, чем у завоевавшего золото Франка Давида из Франции.
В 1996 году вошёл в состав сборной Турции на летних Олимпийских играх в Атланте. В виндсёрфинге на парусной доске «Мистраль» занял 22-е место, набрав 139,0 балла, что на 122,0 балла больше, чем у завоевавшего золото Никоса Какламанакиса из Греции.
Был неоднократным призёром Кубка Турции по виндсёрфингу: на его счету золото в 1997 году, серебро в 1995 году и бронза в 1998 году.